# Clara Williams
Clara Williams (Seattle, 3 maggio 1888 – Los Angeles, 8 maggio 1928) è stata un'attrice statunitense dell'epoca del muto.
Era sposata con il regista Reginald Barker. Dopo essersi sposata, si ritirò dallo schermo.

## Filmografia
- Western Chivalry, regia di Gilbert M. 'Broncho Billy' Anderson - cortometraggio (1910)
- The Cowboy and the Squaw, regia di Gilbert M. 'Broncho Billy' Anderson - cortometraggio (1910)
- The Mexican's Faith, regia di Gilbert M. 'Broncho Billy' Anderson - cortometraggio (1910)
- The Ranch Girl's Legacy, regia di Gilbert M. 'Broncho Billy' Anderson - cortometraggio (1910)
- Method in His Madness, regia di Gilbert M. 'Broncho Billy' Anderson - cortometraggio (1910)
- The Girl and the Fugitive, regia di Gilbert M. 'Broncho Billy' Anderson - cortometraggio (1910)
- A Ranchman's Wooing, regia di Gilbert M. 'Broncho Billy' Anderson - cortometraggio (1910)
- The Mistaken Bandit, regia di Gilbert M. 'Broncho Billy' Anderson - cortometraggio (1910)
- The Cowboy's Sweetheart, regia di Gilbert M. 'Broncho Billy' Anderson - cortometraggio (1910)
- A Vein of Gold, regia di Gilbert M. 'Broncho Billy' Anderson - cortometraggio (1910)
- The Sheriff's Sacrifice, regia di Gilbert M. 'Broncho Billy' Anderson - cortometraggio (1910)
- The Cowpuncher's Ward, regia di Gilbert M. 'Broncho Billy' Anderson - cortometraggio (1910)
- The Little Doctor of the Foothills, regia di Gilbert M. 'Broncho Billy' Anderson - cortometraggio (1910)
- The Brother, Sister and the Cowpuncher, regia di Gilbert M. 'Broncho Billy' Anderson - cortometraggio (1910)
- The Ranchman's Feud, regia di Gilbert M. 'Broncho Billy' Anderson - cortometraggio (1910)
- The Desperado, regia di Gilbert M. 'Broncho Billy' Anderson - cortometraggio (1910)
- Broncho Billy's Redemption, regia di Gilbert M. 'Broncho Billy' Anderson - cortometraggio (1910)
- Under Western Skies
- The Girl on Triple X
- The Deputy's Love, regia di Gilbert M. 'Broncho Billy' Anderson - cortometraggio (1910)
- The Millionaire and the Ranch Girl, regia di Gilbert M. 'Broncho Billy' Anderson - cortometraggio (1910)
- An Indian Girl's Love, regia di Gilbert M. 'Broncho Billy' Anderson - cortometraggio (1910)
- The Pony Express Rider, regia di Gilbert M. 'Broncho Billy' Anderson - cortometraggio (1910)
- Curing a Masher, regia di Gilbert M. 'Broncho Billy' Anderson - cortometraggio (1910)
- Patricia of the Plains, regia di Gilbert M. 'Broncho Billy' Anderson - cortometraggio (1910)
- Pals of the Range, regia di Gilbert M. 'Broncho Billy' Anderson - cortometraggio (1910)
- The Marked Trail, regia di Gilbert M. 'Broncho Billy' Anderson - cortometraggio (1910)
- The Little Prospector, regia di Gilbert M. 'Broncho Billy' Anderson - cortometraggio (1910)
- A Western Woman's Way, regia di Gilbert M. 'Broncho Billy' Anderson - cortometraggio (1910)
- Circle C Ranch's Wedding Present, regia di Gilbert M. 'Broncho Billy' Anderson - cortometraggio (1910)
- A Cowboy's Vindication, regia di Gilbert M. 'Broncho Billy' Anderson - cortometraggio (1910)
- A Gambler of the West, regia di Gilbert M. 'Broncho Billy' Anderson - cortometraggio (1910)
- Over the Divide, regia di Francis J. Grandon - cortometraggio (1912)
- The Sheriff's Daughter - cortometraggio (1912)
- The Divine Solution, regia di Francis J. Grandon - cortometraggio (1912)
- The Two Gun Sermon, regia di Francis J. Grandon - cortometraggio (1912)
- The Minister and the Outlaw - cortometraggio (1912)
- The Deputy's Peril, regia di Francis J. Grandon - cortometraggio (1912)
- The New Ranch Foreman, regia di Francis J. Grandon - cortometraggio (1912)
- The Bank Cashier, regia di Francis J. Grandon - cortometraggio (1912)
- A Trustee of the Law, regia di Francis J. Grandon - cortometraggio (1912)
- The Renegades - cortometraggio (1912)
- The Physician of Silver Gulch, regia di Francis J. Grandon - cortometraggio (1912)
- Red Saunders' Sacrifice, regia di Francis J. Grandon - cortometraggio (1912)
- In the Service of the State, regia di Francis J. Grandon - cortometraggio (1912)
- Parson James, regia di Francis J. Grandon - cortometraggio (1912)
- The Sheriff's Mistake, regia di Francis J. Grandon - cortometraggio (1912)
- A Fugitive from Justice, regia di Francis J. Grandon - cortometraggio (1912)
- The Surgeon, regia di Francis J. Grandon - cortometraggio (1912)
- Ranch Mates, regia di Francis J. Grandon - cortometraggio (1912)
- Struggle of Hearts, regia di Francis J. Grandon - cortometraggio (1912)
- A Lucky Fall, regia di Francis J. Grandon - cortometraggio (1912)
- Bar K Foreman, regia di Francis J. Grandon - cortometraggio (1912)
- The End of the Feud - cortometraggio (1912)
- The Great Sacrifice, regia di Raymond B. West - cortometraggio (1913)
- The Love Token - cortometraggio (1913)
- The Girl and the Gambler, regia di Francis J. Grandon - cortometraggio (1913)
- The Girl of the Sunset Pass - cortometraggio (1913)
- The Teacher at Rockville, regia di Francis J. Grandon - cortometraggio (1913)
- On the Mountain Ranch, regia di Francis J. Grandon - cortometraggio (1913)
- Greed for Gold, regia di Francis J. Grandon - cortometraggio (1913)
- The Evil One, regia di Francis J. Grandon - cortometraggio (1913)
- The Right Road, regia di Francis J. Grandon - cortometraggio (1913)
- The Girl Back East, regia di Francis J. Grandon - cortometraggio (1913)
- A Black Conspiracy, regia di Walter Edwards - cortometraggio (1913)
- The Paymaster - cortometraggio (1913)
- Lone Dog, the Faithful, regia di Francis J. Grandon - cortometraggio (1913)
- Papita's Destiny, regia di Francis J. Grandon - cortometraggio (1913)
- His Redemption, regia di Francis J. Grandon - cortometraggio (1913)
- The Love Test, regia di Francis J. Grandon - cortometraggio (1913)
- Her Only Boy, regia di Francis J. Grandon - cortometraggio (1913)
- The Invader - cortometraggio (1913)
- The Love Trail - cortometraggio (1913)
- Breed of the North - cortometraggio (1913)
- The Bully, regia di Charles Giblyn - cortometraggio (1913)
- The Judgment
- The Witch of Salem, regia di Raymond B. West - cortometraggio (1913)
- Days of '49, regia di Thomas H. Ince - cortometraggio (1913)
- The Frame-Up, regia di Reginald Barker - cortometraggio (1913)
- The Harvest of Sin
- The Adventure of the Actress' Jewels, regia di Charles M. Seay - cortometraggio (1914)
- The Primitive Call, regia di Tom Chatterton - cortometraggio (1914)
- The Informer, regia di Raymond B. West - cortometraggio (1914)
- Divorce, regia di Raymond B. West - cortometraggio (1914)
- Mario, regia di Raymond B. West - cortometraggio (1914)
- For the Wearing of the Green, regia di Raymond B. West - cortometraggio (1914)
- Desert Gold, regia di Scott Sidney - cortometraggio (1914)
- The Bells of Austi, regia di Raymond B. West - cortometraggio (1914)
- In the Days of the Padres, regia di Walter Edwards - cortometraggio (1914)
- The Gringo, regia di William S. Hart - cortometraggio (1914)
- Love vs Duty, regia di Walter Edwards - cortometraggio (1914)
- Out of the Night, regia di Walter Edwards - cortometraggio (1914)
- The Forest Vampires, regia di Walter Edwards - cortometraggio (1914)
- Breed o' the North, regia di Walter Edwards - cortometraggio (1914)
- The Hour of Reckoning, regia di Thomas H. Ince - cortometraggio (1914)
- His Hour of Manhood, regia di Tom Chatterton - cortometraggio (1914)
- Jim Cameron's Wife, regia di Tom Chatterton - cortometraggio (1914)
- Jim Regan's Last Raid, regia di Richard Stanton - cortometraggio (1914)
- Nipped, regia di George Osborne - cortometraggio (1914)
- The Bargain, regia di Reginald Barker - cortometraggio (1914)
- The Italian, regia di Reginald Barker (1915)
- The Deadly Spark, regia di Scott Sidney - cortometraggio (1915)
- The Still on Sunset Mountain, regia di Charles Swickard - cortometraggio (1915)
- The Customary Wife - cortometraggio (1915)
- The Secret of the Dead, regia di Walter Edwards - cortometraggio (1915)
- Winning Back, regia di Reginald Barker - cortometraggio (1915)
- The Devil, regia di Reginald Barker e Thomas H. Ince (1915)
- On the Night Stage, regia di Reginald Barker (1915)
- The Power of the Street, regia di Walter Edwards - cortometraggio (1915)
- The Human Octopus, regia di Walter Edwards - cortometraggio (1915)
- The Scales of Justice, regia di Walter Edwards - cortometraggio (1915)
- The Reward, regia di Reginald Barker - mediometraggio (1915)
- The Ruse, regia di William H. Clifford e William S. Hart - cortometraggio (1915)
- Cash Parrish's Pal, regia di William S. Hart - cortometraggio (1915)
- When Love Leads, regia di Howard C. Hickman - cortometraggio (1915)
- The Man from Oregon , regia di Reginald Barker, Walter Edwards (1915)
- The Winged Idol, regia di Scott Sidney (1915)
- The Corner, regia di Walter Edwards (1916)
- L'ultimo atto (The Last Act), regia di Walter Edwards (1916)
- Il vendicatore (Hell's Hinges), regia di Charles Swickard e, non accreditati, William S. Hart e Clifford Smith (1916)
- The Market of Vain Desire, regia di Reginald Barker (1916)
- Home, regia di Raymond B. West (1916)
- The Criminal, regia di Reginald Barker (1916)
- Three of Many , regia di Reginald Barker (1916)
- Paws of the Bear, regia di Reginald Barker (1917)
- Carmen of the Klondike, regia di Reginald Barker (1918)
- The One Woman, regia di Reginald Barker (1918)